# يوبيثيسيا شوينجينشوسي
يوبيثيسيا شوينجينشوسي (بالإنجليزية: Eupithecia schwingenschussi)‏ هي عثة في عائلة الأرفيّة تُوجَدُ في المغرب.